# Manuel Ballón, «El Africano»
Manuel Ballón más conocido como " El Africano ”, nacido en Sevilla ( Andalucía ), en fecha incierta, pero atestiguado por algunos historiadores taurinos, es un torero andaluz . A menudo considerado como una leyenda en el XIX, incluso matador de novela, los cronistas e historiadores taurinos han acabado por reconstruir aproximadamente su curso. Reconocen muchos inventos de " posturas " en él, pero ninguno lleva su nombre.

## Leyenda y realidad
En medio de las numerosas leyendas que circulan sobre la vida de este torero, los documentos de los historiadores no adelantan que una sola certeza : su lugar de nacimiento, Sevilla. José Reyes Carmona precisa incluso el barrio de la ciudad, La Cesteria, en 1702, así como la razón por la cual lo ha abandonado : se ha batido en duelo. Pero la misma labor anunció que en 1820, que  es  en realidad 1720 (sin duda una cáscara de imprenta), el mismo « El Africano » estaba de regreso para combatir en la arena. El episodio del duelo para una mujer está confirmado por Patricio Morcillo Ortega. Según el número 721 de la revista Sol y sombra de 1910 ciudad por Robert Bérard, Ballón volvió en España entre 1718 y 1720, atracando a Gibraltar para vender naranjas.

## Carrera profesional
Desde su regreso, se presentó en el pueblo de San Roque donde Francisco Romero organizaba las novilladas. Manuel Ballón se propuso para matar un toro ; hizo prueba de una tal destreza con la muleta, de una tal facilidad, y del estoque con una tal facilidad que el público le hizo una ovación. Hasta allí, los grandes toreros torearon a caballo y a la lanza. « El Africano » lanzó una nueva manera : el toreo a pie con una espada.
Durante el nacimiento del príncipe real, participó en numerosos espectáculos taurinos en Algeciras (provincia de Cádiz). Se presentó en la maestranza de Ronda después de aquella de Sevilla en un estilo tan novato que Romero imitó ciertos de sus « pases ».
La carrera de Manuel Ballón queda sin embargo bastante oscura. Desapareció progresivamente y ciertas fuentes informan que estaría muerto víctima de la Inquisición. Varios aficionados han puesto en duda su existencia, hasta que un mapa datado de 1767, dirigida por el marqués de la Motilla a la hermano mayor de la Real Maestranza de Caballería de Ronda que poseía las arenas de Ronda, menciona sus secuestradores, lo que atestigua bien de su existencia. Hubo de otro lado, a marchar de 1768 una vida muy activa, frecuentando la elevada sociedad española. 
Ciertos documentos afirman que tomó la alternativa en Ronda de las manos de Romero .
El museo taurino Antonio Ordóñez de Málaga presenta una colección de piezas que representan la vida de Manuel Ballón.